# Juan Fernández Chávez
Juan Fernández Chávez (Coronel Suárez, Buenos Aires, 30 de abril de 1991) es un jugador profesional de baloncesto que se desempeña en el puesto de alero.

## Carrera
Surgido de la cantera del Centro Blanco y Negro de Coronel Suárez, fue reclutado por Libertad de Sunchales donde terminó su formación como juvenil. Debutó profesionalmente el 14 de noviembre de 2008, en un partido en el que su club se enfrentó a Ben Hur. 
Luego de seis temporadas con los sunchaleses fichó con Quimsa, equipo con el cual conquistó el Torneo Súper 8 2014 y la Liga Nacional de Básquet 2014-15, promediando 7 puntos y 2.8 rebotes. Jugó la siguiente temporada con Lanús, llegando a mediados de 2016 a Gimnasia y Esgrima de Comodoro Rivadavia. En febrero de 2017 debió ser operado por un síndrome de fricción anterior en el tobillo derecho, lo que lo mantuvo fuera de actividad por un mes.
Las siguientes dos temporadas las disputó con la camiseta de Atenas de Córdoba. En 2019 realizó una breve experiencia como ficha extranjera en Basket UC de la Liga Nacional de Básquetbol de Chile, sólo para retornar a Libertad a comienzos de 2020. 
Al reanudarse las competiciones deportivas hacia fines de 2020, Fernández Chávez acordó su regreso a Gimnasia de Comodoro Rivadavia, pero antes de finalizar la temporada rescindió su contrato y terminó jugando el Torneo Federal de Básquetbol como refuerzo del Sport Club Cañadense.
Luego de varios meses sin actividad debido a una lesión, en agosto de 2022 se anunció su incorporación a Hispano Americano, club que milita en La Liga Argentina.

### Clubes
| Club                           | País      | Año             |
| ------------------------------ | --------- | --------------- |
| Libertad                       | Argentina | 2008 - 2014     |
| Quimsa                         | Argentina | 2014 - 2015     |
| Lanús                          | Argentina | 2015 - 2016     |
| Gimnasia de Comodoro Rivadavia | Argentina | 2016 - 2017     |
| Atenas                         | Argentina | 2017 - 2019     |
| Universidad Católica           | Chile     | 2019            |
| Libertad                       | Argentina | 2020            |
| Gimnasia de Comodoro Rivadavia | Argentina | 2020 - 2021     |
| Sport Club Cañadense           | Argentina | 2021            |
| Hispano Americano              | Argentina | 2022 - 2023     |
| Gimnasia de Rosario            | Argentina | 2024 - Presente |

## Selección nacional
Fernández Chavez integró los seleccionados juveniles argentinos, siendo parte de la camada que conquistó el Campeonato Sudamericano de Baloncesto Sub-17 de 2007 y el Campeonato FIBA Américas Sub-18 de 2008. 
Su debut oficial en la selección mayor fue contra Canadá en el torneo de baloncesto masculino de los Juegos Panamericanos 2011. En 2014 fue parte del plantel que consiguió la medalla de oro en el torneo de baloncesto masculino de los Juegos Odesur.
En 2012 representó a su país en la Copa Mundial de Baloncesto 3x3 y en 2023 hizo lo mismo en el torneo de baloncesto 3x3 de los Juegos Panamericanos. Asimismo disputó la FIBA AmeriCup 3x3 en 2023 y 2024.

## Palmarés

### Clubes
- Quimsa
  - Torneo Súper 8: 2014.
  - Liga Nacional de Básquet: 2014-15.

### Selección
- - Campeonato Sudamericano de Baloncesto Sub-17: 2007.
  - Campeonato FIBA Américas Sub-18: 2008.
  - Juegos Suramericanos: 2014.